# Funtwo
Funtwo（1984年7月5日—），本名林正鉉（임정현），是韓國新冒起的手，2005年底至2006年初開始，他在一段影片中彈奏由台湾吉他手张逸帆（外號JerryC）编曲、需要極高掃弦奏法（Sweep picking）技巧的搖滾版的D大調卡農——《Canon Rock》，該影片最先在韓國社群網絡Mule上發表，及後被搬上Youtube播放，2011年3月，作品已被8544萬人觀看，引起吉他界及大眾媒體哄動。

## 背景
在2006年時，23歲的林正鉉學習了電吉他6年，開始以網名Funtwo在網上彈奏樂章。
當時古典音樂D大調卡農隨韓國電影《我的野蠻女友》而成為大熱作品，台灣人張逸帆於是把該曲改編成搖滾樂章，並在網上流傳。該歌曲需要極高速的掃弦奏法，演奏難度極高，全球各地開始有電吉他手仿效彈奏，並把影片上網。
2005年，Funtwo在Mule上試彈該歌曲後，有網民把他轉到Youtube上播映。這段影片成為電吉他界熱話之作，不少人質疑影片作假，對片中具有高水平的彈奏技巧感到懷疑，最後影片被證明真實，此後他亦被韓國駐美大使邀請至美國表演。。
至2011年3月1日，影片共有8544萬人次瀏覽，367000多個評論，210000多人列該影片成為「我最喜愛的影片」，也是Youtube第四套最多人瀏覽的影片，第二大最多人討論的影片。美國有線新聞網絡、紐約時報及韓國本地電視台均有報道，並被美聯社選為2006年10大影片之一。

## 參看
- 張逸帆

## 外部連結
- Youtube: Funtwo成名作品（页面存档备份，存于）
- Funtwo現場演出（页面存档备份，存于）